# Wild (EP Troye Sivan)
Wild è il quarto EP del cantante australiano Troye Sivan, pubblicato il 4 settembre 2015.

## Tracce
1. Wild – 3:47
2. Bite – 3:06
3. Fools – 3:40
4. Ease (feat. Broods) – 3:33
5. The Quiet – 3:46
6. DKLA (feat. Tkay Maidza) – 4:15

## Classifiche
| Classifica (2015) | Posizione massima |
| ----------------- | ----------------- |
| Australia         | 1                 |
| Austria           | 17                |
| Canada            | 6                 |
| Danimarca         | 7                 |
| Francia           | 128               |
| Irlanda           | 5                 |
| Italia            | 48                |
| Nuova Zelanda     | 3                 |
| Portogallo        | 27                |
| Regno Unito       | 5                 |
| Stati Uniti       | 5                 |
| Svezia            | 11                |
| Svizzera          | 29                |

### Classifiche di fine anno
| Classifica (2015) | Posizione |
| ----------------- | --------- |
| Australia         | 79        |